# Заблодський Григорій Петрович
Григорій Петрович Заблодський (21 серпня 1902, селище Брянського рудника, тепер місто Брянка Луганської області — 1994, місто Москва) — український радянський діяч, гірничий інженер, начальник комбінату «Сталінвугілля». Герой Соціалістичної Праці (28.08.1948). Член ЦК КП(б)У в 1949—1952 р.

## Біографія
Закінчив двокласне рудничне училище. Працював учнем токаря механічних майстерень шахти. У 1922 році закінчив курси машиністів врубових машин. Працював помічником машиніста, машиністом врубової машини на шахтах Донбасу.
Член ВКП(б) з 1927 року.
У 1928 році закінчив Донецький індустріальний (гірничий) інститут.
У 1928—1930 роках — помічник технічного керівника шахти. У 1930—1940 роках — завідувач гірничими роботами, помічник головного інженера шахти № 1 «Щегловка», головний інженер шахти «Ново-Бутівська», начальник дільниці шахти імені Лазаря Мойсейовича Кагановича, заступник головного інженера, головний інженер, завідувач шахти № 18 імені Сталіна тресту «Сніжнеантрацит» Сталінської області.
У 1940 — жовтні 1941 року — головний інженер комбінату «Сталінвугілля» Сталінської області.
З 1941 року — головний інженер тресту «Анжеровугілля»; головний інженер комбінату «Кемероввугілля» Кемеровської області РРФСР.
У 1943—1947 роках — головний інженер комбінату «Сталінвугілля» Сталінської області.
У вересні 1947 — 1950 року — начальник комбінату «Сталінвугілля» Сталінської області.
З 1950 року — на керівній роботі в Міністерстві вугільної промисловості СРСР.
У 1958—1962 роках — начальник Державного комітету з нагляду за безпечним веденням робіт у промисловості і з гірничого нагляду при Раді Міністрів Російської РФСР.
Проживав у Москві. 

## Нагороди
- Герой Соціалістичної Праці (28.08.1948)
- два ордени Леніна (1.01.1948, 28.08.1948)
- два ордени Трудового Червоного Прапора (17.02.1939,)
- орден Знак Пошани (1943)
- медалі